# 歌長太神楽
歌長太神楽（うたおさだいかぐら）は、兵庫県新温泉町歌長地区に伝わる獅子舞である。

## 概要
毎年10月1日、歌長地区の秋祭りに繰り広げられる。
1832年（天保3年）の道具箱が見つかっていることから、この時点では既に行われていたことが分かっている。
舞はシングル（しんぐる）舞・剣の舞・ヒョウケンジン（ヒョウケンジ）の3種類がある。3種とも二人で演ずる「二人立」であり、シングル舞（しんぐる）は鈴と御幣を用い、剣の舞は、刀を用いる。ヒョウケンジン（ヒョウケンジ）は、天狗と獅子の舞であり、名称は「ひょうきん」に由来すると考えられている。
かつてはこれら3種のほかに「継獅子」と称する舞もあった。額に立てた棒上に物を載せて舞う曲芸である立て物も昭和40年代まで継承されていたが、こちらも廃れている。
祭りでは剣の舞を奉納し、各家で五穀豊穣・無病息災を願ってシングル（しんぐる）舞か剣の舞を舞い、祝い事があった家の前でヒョウケンジン（ヒョウケンジ）が舞われる。
1977年（昭和52年）12月20日に、温泉町（現在の新温泉町）の民俗文化財として指定されている。

## 歴史
天保年間以前より歌長に伝わる神楽で、源流は遊行芸である伊勢大神楽と獅子舞を合わせた物であり、「獅子舞」と「立て物」とで成立する。この地方で飢饉が相次いだ時、伊勢参りした村人達が神楽を覚えて帰ったのが始まりと言われています。

## 総舞
舞はシングル（しんぐる）舞・剣の舞・ヒョウケンジン（ヒョウケンジ）の3種類がある。3種とも二人で演ずる「二人立」である。獅子舞は、額に細長い棒を立てて、刀二本、まり、ちゃめん十数個を重ね、その上に水の入った茶碗を乗せて回転させ雨を降らすなど笛と太鼓の音に合わせて踊る。獅子はオス獅子に限られており歌長神社での「剣の舞」奉納から始まり、村の家々を廻りお祓いをし、五穀豊穣・無病息災を祈って家の軒先で舞う。

### シングル舞
鈴と御幣を用いる。

### 剣の舞
剣の舞は、刀を用いる。

### ヒョウケンジン
天狗と獅子の舞であり、名称は「ひょうきん」に由来すると考えられている。

### 継獅子
額に立てた棒上に物を載せて舞う曲芸である立て物も昭和40年代まで継承されていた。

## 現在
現在は歌長太神楽保存会を中心に伝承されている。
これらの舞に使用される伝統工芸品は、代々継がれてきたものを使用されており、この品々の工芸継承者も少なくなっている。現在の獅子頭は3代目であり、桐の木で作られているもの。だからとても軽く、舞いやすい。
新温泉町ではこの文化を保存する為に募金を募り、後継者を育てる費用に充てている。